# Rymdflygplan

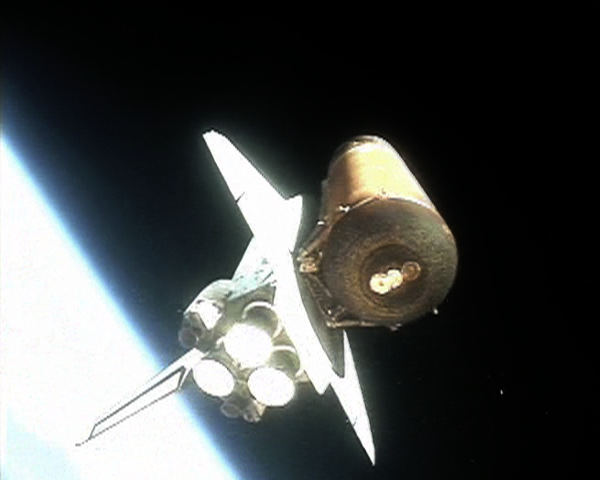
En rymdfärja strax efter separationen från bärraketerna.

Ett rymdflygplan är en flygfarkost som kan användas som ett flygplan i Jordens atmosfär, och som en rymdfarkost ute i rymden. De antas i framtiden kunna användas inom rymdturismen.

### Fotnoter
1. ↑  ”Privata företag erbjuder Nasa lift”. Allt om vetenskap. 29 mars 2011. http://www.alltomvetenskap.se/nyheter/privata-foretag-erbjuder-nasa-lift. Läst 14 september 2014.